# Іванський
Іва́нський (болг. Ивански) — село в Шуменській області Болгарії. Входить до складу общини Шумен.

## Населення
За даними перепису населення 2011 року у селі проживали 1543 особи.
Національний склад населення села:
| Національність   | Кількість осіб | Відсоток |
| ---------------- | -------------- | -------- |
| болгари          | 712            | 46,4%    |
| цигани           | 442            | 28,8%    |
| турки            | 370            | 24,1%    |
| інша             | 4              | 0,3%     |
| не визначились   | 5              | 0,3%     |
| Всього відповіли | 1533           |          |

Розподіл населення за віком у 2011 році:
Динаміка населення: